# Нова Шараповка
Нова Шараповка (рос. Новая Шараповка) — село у Мар'яновського району Омської області Російської Федерації.
Належить до муніципального утворення Шараповське сільське поселення. Населення становить 662 особи.

## Історія
Згідно із законом від 30 липня 2004 року органом місцевого самоврядування є Шараповське сільське поселення.

## Населення
| 1920 | 1926 | 1970 | 1979 | 1989 | 2010 |
| ---- | ---- | ---- | ---- | ---- | ---- |
| 134  | ↗215 | ↗566 | ↗658 | ↗706 | ↘662 |